# Osiecimski-Hutten-Czapski
Osiecimski-Hutten-Czapski – polski herb hrabiowski, odmiana herbu Lubicz, nadany w Galicji.

## Opis herbu
Opis zgodnie z klasycznymi regułami blazonowania:
W polu błękitnym między ocelami i na barku podkowy srebrnej po takimż krzyżu kawalerskim. Nad tarczą korona hrabiowska. Klejnot: nad hełmem, w koronie, trzy pióra strusie.

## Najwcześniejsze wzmianki
Nadany z tytułem hrabiowskim oraz szlachectwem galicyjskim Robertowi Kazimierzowi Osiecimskiemu 19 listopada 1907 (dyplom z 8 stycznia 1908). W ramach starania o nadanie tytułu hrabiowskiego, Robert i jego matka, Matylda z Hutten-Czapskich prosili o przeniesienie tytułu rodziny matki. Początkowo, Ministerstwo Spraw Wewnętrznych odrzuciło ewentualność przeniesienia tytułu. Wśród powodów wymieniano brak szlachectwa polskiego, a jedynie rosyjskie (mimo że w Rosji szlachectwo potwierdzono jako polskie), niemożność przeniesienia tytułu pruskiego (hrabiowie Hutten-Czapscy) inaczej niż na zasadzie dziedziczenia oraz pozostawanie przy życiu potomków rodziny Hutten-Czapskich. Ostatecznie jednak, najwyższym postanowieniem cesarskim, nadano tytuł wraz ze szlachectwem. Minister Spraw Wewnętrznych zanotował, że: 

będzie dobrze, gdy taki przedsiębiorczy człowiek zostanie ozdobiony tytułem hrabiowskim, co z pewnością wpłynie na jego zaangażowanie w prace przemysłowe państwa.

## Herbowni
Jedna rodzina herbownych:
graf von Osiecimski-Hutten-Czapski. Nadanie członu Hutten-Czapski nastąpiło wraz z nadaniem tytułu.